# Gran Premio del Bahrein 2019
Il Gran Premio del Bahrein 2019 è stata la seconda prova della stagione 2019 del campionato mondiale di Formula 1. La gara, tenutasi domenica 31 marzo 2019 sul circuito di Manama, è stata vinta dal britannico Lewis Hamilton su Mercedes, al suo settantaquattresimo successo nel mondiale. Hamilton ha preceduto sul traguardo il suo compagno di team, il finlandese Valtteri Bottas ed il monegasco Charles Leclerc su Ferrari.

## Vigilia

### Sviluppi futuri
Il 26 marzo, a Londra, si tiene una riunione per definire le nuove regole tecniche e sportive a partire dal 2021. Tali cambiamenti, che entreranno in vigore al termine della scadenza dell'attuale Patto della Concordia, dovranno essere ratificati entro il 30 giugno 2019, anche se alcuni team sembrano volere concedere più tempo alle scelte finali.
I principali temi trattati nella riunione riguardano, oltre agli aspetti tecnici, anche la gestione generale del campionato e il contenimento dei costi di gestione.

### Aspetti tecnici
Per questo gran premio la Pirelli offre la scelta tra gomme di mescola dura (C1), media (C2) e morbida (C3), le tre più dure previste per la stagione.
A differenza del 2018, sono tre le zone in cui i piloti possono attivare il Drag Reduction System: la prima zona sul rettilineo dei box, con punto per la determinazione del distacco fra piloti posto prima della curva 14; la seconda zona nel tratto compreso tra le curve 3 e 4, con detection point fissato prima della curva 1; la terza zona è stabilita tra le curve 10 e 11, con punto per determinare il distacco fra piloti posto prima della curva 9.
A seguito delle critiche che alcuni piloti avevano mosso nel precedente gran premio per la scarsa visibilità del semaforo alla partenza dovuta ad ali posteriori più grandi, la FIA decide di introdurre, da questa gara, una nuova fila di semafori posizionata a metà schieramento, così come era stato fatto nel 2009.
La Renault decide di sostituire il telaio della monoposto di Daniel Ricciardo, danneggiata al via del Gran Premio d'Australia.

### Aspetti sportivi
L'ex pilota di Formula 1 Emanuele Pirro è nominato quale commissario aggiunto per la gara. L'italiano ha svolto in passato, in diverse occasioni, tale funzione, l'ultima al Gran Premio del Brasile 2018.
I compiti svolti da Charlie Whiting, direttore di corsa deceduto poco prima del Gran Premio d'Australia, vengono ripartiti dalla Federazione Internazionale dell'Automobile tra Michael Masi, che aveva sostituito interamente Whiting nella gara di Melbourne, che sarà il direttore di gara e il delegato alla sicurezza, Christian Bryll, già manager della logistica, che diventa il responsabile della partenza delle gare e Colin Haywood, manager dei sistemi di controllo delle gare, il quale aiuterà Masi come vice direttore di gara.
Da questa gara, ritorna sulle vetture della Scuderia Ferrari il marchio Mission Winnow, che era stato tolto per il gran premio precedente per evitare l'accusa di pubblicità indiretta a una marca di sigarette.

## Prove

### Resoconto
Le due Ferrari guidano la classifica dei tempi della prima sessione di prove libere. Il monegasco Charles Leclerc ha preceduto di meno di tre decimi il compagno di team Sebastian Vettel. Le due vetture italiane hanno preceduto le due Mercedes e le due Red Bull Racing. Leclerc, per la prima volta nella sua carriera, è primo in una sessione di prove, durante il weekend di un gran premio. Le condizioni della pista sono diverse da quelle della gara, che si disputa tra il tardo pomeriggio e la prima sera. La temperatura dell'asfalto sfiora, infatti, in questa sessione, i 50 °C.
Bottas ha preceduto Hamilton, autore anche di un'imperfezione di guida, nel suo giro migliore, mentre Gasly ha fatto meglio di Max Verstappen. Al settimo posto si è classificato Carlos Sainz Jr.. Vi è stato un tamponamento tra Nico Hülkenberg e Antonio Giovinazzi, nella parte finale della sessione. Il tedesco della Renault aveva fatto sfilare la vettura di Kimi Räikkönen, senza accorgersi del sopraggiungere dell'altra vettura dell'Alfa Romeo Racing. Lance Stroll ha compiuto solo 16 giri, dopo un testacoda dovuto a un sovrasterzo di potenza avvenuto all'uscita della curva 4, che lo ha fatto finire contro le barriere.
A inizio sessione i piloti hanno testato le gomme con spalla gialla, le medie, per poi passare, nella parte finale di sessione, a quelle a spalla rossa, ovvero morbide. Nella prima parte della sessione le Ferrari erano riuscite subito a portarsi in testa alla classifica, prima di essere battute da Verstappen. Il tempo dell'olandese era stato poi abbassato dalle Mercedes, solo però con gomme morbide.
Sebastian Vettel è invece il più rapido nella seconda sessione; il tedesco, autore anche di un testacoda, batte il suo compagno di team, Leclerc, per 35 millesimi. Le due vetture di Maranello, uniche sotto il muro del minuto e ventinove, sono state seguite da Lewis Hamilton e Valtteri Bottas. Prima della Red Bull di Verstappen, sesto, si è piazzato Nico Hülkenberg. La temperatura dell'asfalto, nella sessione del tardo pomeriggio, è calata di 20 gradi, rispetto alla prima sessione. Le condizioni atmosferiche, più simili a quelle della gara, hanno spinto le Ferrari a utilizzare due treni di gomme soft nuove.
Hanno avuto grossi problemi tecnici le Alfa Romeo, a causa di una perdita di liquido dalle power unit. Kimi Räikkönen, dopo un testacoda, non è rientrato in pista dopo il problema al propulsore, mentre Giovinazzi ha compiuto solo pochi giri, negli ultimi undici minuti della sessione.
Per la sessione del sabato la pioggia della notte e il vento contrario sul rettilineo principale rendono più lenta la pista, rispetto alle sessioni del venerdì. Le Ferrari si mantengono però nelle posizioni di vertice, uniche monoposto sotto il limite del minuto e mezzo sul giro. Leclerc è di nuovo il più rapido, per 169 millesimi, su Vettel. Le Ferrari hanno ottenuto il loro tempo nella parte finale di sessione, quando i piloti sono passati all'utilizzo delle gomme soft. Risultano più attardate le Mercedes, con Lewis Hamilton, staccato di 7 decimi dal tempo del monegasco. Dopo Bottas, l'altro pilota della scuderia tedesca, si piazza Romain Grosjean su Haas. Le Red Bull hanno deluso, con l'ottavo tempo di Max Verstappen, che comunque aveva fatto registrare la migliore prestazione fino a quando i piloti non hanno deciso di testare le gomme morbide, e il dodicesimo tempo di Pierre Gasly.

### Risultati
Nella prima sessione del venerdì si è avuta questa situazione:
| Pos | Nº | Pilota           | Costruttore | Tempo    | Gap    | Giri |
| --- | -- | ---------------- | ----------- | -------- | ------ | ---- |
| 1   | 16 | Charles Leclerc  | Ferrari     | 1'30"354 |        | 20   |
| 2   | 5  | Sebastian Vettel | Ferrari     | 1'30"617 | +0"263 | 21   |
| 3   | 77 | Valtteri Bottas  | Mercedes    | 1'31"328 | +0"974 | 26   |

Nella seconda sessione del venerdì si è avuta questa situazione:
| Pos | Nº | Pilota           | Costruttore | Tempo    | Gap    | Giri |
| --- | -- | ---------------- | ----------- | -------- | ------ | ---- |
| 1   | 5  | Sebastian Vettel | Ferrari     | 1'28"846 |        | 32   |
| 2   | 16 | Charles Leclerc  | Ferrari     | 1'28"881 | +0"035 | 32   |
| 3   | 44 | Lewis Hamilton   | Mercedes    | 1'29"449 | +0"603 | 33   |

Nella sessione del sabato si è avuta questa situazione:
| Pos | Nº | Pilota           | Costruttore | Tempo    | Gap    | Giri |
| --- | -- | ---------------- | ----------- | -------- | ------ | ---- |
| 1   | 16 | Charles Leclerc  | Ferrari     | 1'29"569 |        | 15   |
| 2   | 5  | Sebastian Vettel | Ferrari     | 1'29"738 | +0"169 | 16   |
| 3   | 44 | Lewis Hamilton   | Mercedes    | 1'30"334 | +0"765 | 10   |

## Qualifiche

### Resoconto
Sono le due Toro Rosso a fare segnare i primi tempi nella sessione di qualifica, prima di essere battute da Lando Norris, che sfiora la collisione con il più lento Romain Grosjean all'altezza della penultima curva. Il francese viene posto sotto indagine dai commissari. Bottas si porta al comando (1'29"498) prima dell'arrivo delle Ferrari, che prendono largamente il comando con Charles Leclerc, con 1'28"495.
Lewis Hamilton non è più veloce di Bottas, nel primo tentativo, e molti piloti di altre scuderie si interpongono fra i due della Mercedes. Il britannico, in un nuovo tentativo, migliora, posizionandosi a otto decimi da Leclerc. Gli ultimi istanti della sessione vedono un grosso rivolgimento nella parte bassa della graduatoria, con i piloti che cercano la qualificazione alla fase successiva. Norris scala quarto, mentre Daniil Kvjat ottavo. Risultano eliminati Antonio Giovinazzi, Nico Hülkenberg, Lance Stroll e i due piloti della Williams.
In Q2 Valtteri Bottas fa segnare 1'28"830, prima che il suo compagno di team, Hamilton, abbassi il limite a 1'28"578. La vetta della graduatoria cambia con l'arrivo di Leclerc (1'28"046), nonostante un piccolo errore nel terzo settore di pista. Vettel, invece, autore di un giro non perfetto, si classifica a un secondo dal monegasco. Kevin Magnussen è quarto, davanti a Verstappen e lo stesso Vettel. Vi è solo un secondo di differenza tra il tempo del quarto e quello del tredicesimo. Vettel è costretto a riprendere la pista, anche nella parte finale di sessione, per assicurarsi il passaggio alla fase decisiva. Il tedesco scala secondo, ma consuma un treno di gomme morbide. Sono eliminati Daniel Ricciardo, Alexander Albon, Pierre Gasly, Sergio Pérez e Daniil Kvjat.
Nella fase decisiva Magnussen comanda inizialmente con 1'28"757, davanti a Sainz Jr. e Grosjean. Vettel è costretto a saltare il primo tentativo, avendo a disposizione un solo set di gomme morbide, così come Verstappen. Charles Leclerc eguaglia il record della pista, 1'27"958, detenuto da Vettel e fatto segnare nel 2018. Il monegasco precede le due Mercedes.
Nell'ultimo tentativo Kimi Räikkönen è quinto, davanti a Lando Norris. Il pilota dell'Alfa Romeo è poi battuto da Sainz Jr. e Grosjean. Lewis Hamilton non si migliora, mentre Valtteri Bottas si migliora di poco, entrambi scavalcati da Vettel, che è secondo. Leclerc è capace di abbassare ancora il suo limite, facendo segnare il nuovo record della pista e conquistando la sua prima pole position. È il novantanovesimo pilota diverso a conquistare questo risultato nella storia del mondiale di Formula 1, il primo monegasco. È anche il più giovane poleman per la Scuderia Ferrari e il secondo più giovane della storia del mondiale.
Al termine delle qualifiche Romain Grosjean è penalizzato di tre posizioni in griglia di partenza e di un punto sulla Superlicenza per avere ostacolato Lando Norris in Q1.

### Risultati
Nella sessione di qualifica si è avuta questa situazione:
| Pos                         | Nº | Pilota             | Costruttore               | Q1       | Q2       | Q3       | Griglia |
| --------------------------- | -- | ------------------ | ------------------------- | -------- | -------- | -------- | ------- |
| 1                           | 16 | Charles Leclerc    | Ferrari                   | 1'28"495 | 1'28"046 | 1'27"866 | 1       |
| 2                           | 5  | Sebastian Vettel   | Ferrari                   | 1'28"733 | 1'28"356 | 1'28"160 | 2       |
| 3                           | 44 | Lewis Hamilton     | Mercedes                  | 1'29"262 | 1'28"578 | 1'28"190 | 3       |
| 4                           | 77 | Valtteri Bottas    | Mercedes                  | 1'29"498 | 1'28"830 | 1'28"256 | 4       |
| 5                           | 33 | Max Verstappen     | Red Bull Racing-Honda     | 1'29"579 | 1'29"109 | 1'28"752 | 5       |
| 6                           | 20 | Kevin Magnussen    | Haas-Ferrari              | 1'29"532 | 1'29"017 | 1'28"757 | 6       |
| 7                           | 55 | Carlos Sainz Jr.   | McLaren-Renault           | 1'29"528 | 1'29"055 | 1'28"813 | 7       |
| 8                           | 8  | Romain Grosjean    | Haas-Ferrari              | 1'29"688 | 1'29"249 | 1'29"015 | 11      |
| 9                           | 7  | Kimi Räikkönen     | Alfa Romeo Racing-Ferrari | 1'29"959 | 1'29"471 | 1'29"022 | 8       |
| 10                          | 4  | Lando Norris       | McLaren-Renault           | 1'29"381 | 1'29"258 | 1'29"043 | 9       |
| 11                          | 3  | Daniel Ricciardo   | Renault                   | 1'29"859 | 1'29"488 | N.D.     | 10      |
| 12                          | 23 | Alexander Albon    | Scuderia Toro Rosso-Honda | 1'29"514 | 1'29"513 | N.D.     | 12      |
| 13                          | 10 | Pierre Gasly       | Red Bull Racing-Honda     | 1'29"900 | 1'29"526 | N.D.     | 13      |
| 14                          | 11 | Sergio Pérez       | Racing Point-BWT Mercedes | 1'29"893 | 1'29"756 | N.D.     | 14      |
| 15                          | 26 | Daniil Kvjat       | Scuderia Toro Rosso-Honda | 1'29"876 | 1'29"854 | N.D.     | 15      |
| 16                          | 99 | Antonio Giovinazzi | Alfa Romeo Racing-Ferrari | 1'30"026 | N.D.     | N.D.     | 16      |
| 17                          | 27 | Nico Hülkenberg    | Renault                   | 1'30"034 | N.D.     | N.D.     | 17      |
| 18                          | 18 | Lance Stroll       | Racing Point-BWT Mercedes | 1'30"217 | N.D.     | N.D.     | 18      |
| 19                          | 63 | George Russell     | Williams-Mercedes         | 1'31"759 | N.D.     | N.D.     | 19      |
| 20                          | 88 | Robert Kubica      | Williams-Mercedes         | 1'31"799 | N.D.     | N.D.     | 20      |
| Tempo limite 107%: 1'34"689 |    |                    |                           |          |          |          |         |

In grassetto sono indicate le migliori prestazioni in Q1, Q2 e Q3.

## Gara

### Resoconto
Alla partenza Sebastian Vettel scatta molto bene e alla prima curva è già primo, mentre il poleman Charles Leclerc viene passato, in curva 4, anche da Valtteri Bottas, che ha superato Lewis Hamilton. Alla seconda curva un contatto costringe Lance Stroll e Romain Grosjean a rientrare ai box. Quest'ultimo si deve ritirare all'inizio del giro 16. In curva 8 vi è un contatto tra Hamilton e Leclerc, senza conseguenze per entrambi.
Al secondo giro Leclerc sorpassa Bottas, autore di un errore di guida, in curva 1. Ne approfitta Lewis Hamilton, che passa il suo compagno di squadra in curva 6. Al terzo giro Max Verstappen è autore di una sbavatura in curva 10, che permette a Carlos Sainz Jr. di avvicinarglisi. Nel giro successivo, con l'ausilio del DRS, Sainz tenta il sorpasso in curva 4, ma Verstappen resiste e tra i due vi è un contatto. Il pilota olandese prosegue senza danni, mentre lo spagnolo subisce la foratura dello pneumatico anteriore destro, ed è sfilato dal gruppo, costretto alla sosta ai box.
Dopo avere realizzato diversi giri veloci Leclerc si porta vicino a Vettel. Al sesto giro il monegasco lo sorpassa in curva 1 e si prende il comando. Vettel ci riprova in curva 4, sfruttando il DRS, ma senza successo. Nel frattempo Daniel Ricciardo passa Magnussen, per la sesta posizione. La classifica, dietro a Leclerc, vede Vettel, Hamilton, Bottas, Verstappen, Ricciardo, Magnussen, Räikkönen, Hülkenberg e Pérez. Al nono giro ci sono le prime soste per il cambio gomme: Räikkönen passa alle medie, mentre Gasly e Albon restano sulle morbide. Verstappen, con la sosta al giro 11, opta per le medie.
Un giro dopo è il turno per Bottas e per Hülkenberg. Nello stesso giro Antonio Giovinazzi colpisce la posteriore sinistra di Daniil Kvjat: l'italiano ne esce senza danni, mentre il russo si gira e rientra dietro. Entrano ai box, al giro 13, Leclerc e Hamilton. Il primo sceglie le medie, il secondo le morbide. Vettel si ferma al giro 14: il tedesco rientra alle spalle di Hamilton, complice anche un errore di guida del tedesco, prima della sosta. Alle spalle del leader, Leclerc, si trova ora Ricciardo, che non ha cambiato ancora le gomme.
Giro dopo giro Ricciardo, che è secondo, inizia a perdere posizioni, non avendo ancora effettuato la sosta ai box. Prima viene passato da Hamilton, poi da Vettel, da Bottas e da Verstappen. Al giro 21 Hülkenberg passa Kimi Räikkönen, per il settimo posto. Al giro successivo Vettel, sfruttando il poco grip delle gomme di Hamilton, passa il campione del mondo per il secondo posto. Al giro 25 Räikkönen cede ancora una posizione, a Lando Norris.
Al trentaduesimo giro c'è la seconda sosta per Max Verstappen, che monta le gomme di mescola media. Hamilton attende due giri, montando le medie. Vettel si ferma un giro dopo, e rientra in pista alle spalle di Valtteri Bottas, ma davanti a Hamilton. Il pilota inglese cerca di passare, ma senza successo, il ferrarista.
Al giro 38 Vettel, dopo avere passato Bottas, che poi entra subito ai box, viene attaccato nuovamente da Hamilton. Il campione del mondo, questa volta, riesce ad avere la meglio sul tedesco, che al momento del sorpasso, va in testacoda. Poco dopo cede l'alettone anteriore sulla monoposto di Vettel, costringendolo a una nuova sosta. Rientra in nona posizione. All'uscita dai box del tedesco, i due piloti della Renault, Daniel Ricciardo e Nico Hülkenberg, si toccano, con l'australiano che danneggia l'ala in modo lieve. Vettel passa Norris e Ricciardo, poco dopo. L'australiano deve cedere anche a Norris e Kimi Räikkönen.
Al giro 46 Leclerc, che gode di un vantaggio di oltre 9 secondi su Hamilton e oltre 35 su Bottas, inizia a perdere potenza a causa di un problema con un cortocircuito alla centralina. Il monegasco deve cedere la posizione prima su Hamilton, che lo passa al giro 48, poi su Bottas, che lo passa sei giri dopo. Nel frattempo Vettel si è portato in quinta posizione, dopo avere passato Norris e Hülkenberg.
Al cinquantacinquesimo passaggio si ritirano quasi in contemporanea, e nello stesso punto, le due Renault di Ricciardo e Hülkenberg: il primo per perdita di potenza e il secondo per la rottura del motore. La direzione di gara invia in pista la safety car, che, di fatto, neutralizza la gara. Per Hamilton è il primo successo stagionale, il settantaquattresimo in carriera, davanti a Bottas, che mantiene la testa nella classifica iridata per un punto. Grazie alla neutralizzazione della gara, Charles Leclerc ottiene il suo primo podio nel mondiale, resistendo al ritorno di Verstappen. Il ferrarista ottiene anche il punto bonus per il giro veloce. Leclerc è inoltre il primo monegasco a salire sul podio dopo Louis Chiron al Gran Premio di Monaco 1950. Lando Norris (sesto) e Alexander Albon (nono) ottengono i primi punti iridati in Formula 1. Quest'ultimo è il primo thailandese a farlo dopo il principe Bira nel Gran Premio di Francia 1954.

### Risultati
I risultati del Gran Premio sono i seguenti:
| Pos | Nº | Pilota             | Costruttore               | Giri | Tempo/Ritiro       | Griglia | Punti |
| --- | -- | ------------------ | ------------------------- | ---- | ------------------ | ------- | ----- |
| 1   | 44 | Lewis Hamilton     | Mercedes                  | 57   | 1h34'21"295        | 3       | 25    |
| 2   | 77 | Valtteri Bottas    | Mercedes                  | 57   | +2"980             | 4       | 18    |
| 3   | 16 | Charles Leclerc    | Ferrari                   | 57   | +6"131             | 1       | 16*   |
| 4   | 33 | Max Verstappen     | Red Bull Racing-Honda     | 57   | +6"408             | 5       | 12    |
| 5   | 5  | Sebastian Vettel   | Ferrari                   | 57   | +36"068            | 2       | 10    |
| 6   | 4  | Lando Norris       | McLaren-Renault           | 57   | +45"754            | 9       | 8     |
| 7   | 7  | Kimi Räikkönen     | Alfa Romeo Racing-Ferrari | 57   | +47"470            | 8       | 6     |
| 8   | 10 | Pierre Gasly       | Red Bull Racing-Honda     | 57   | +58"094            | 13      | 4     |
| 9   | 23 | Alexander Albon    | Scuderia Toro Rosso-Honda | 57   | +1'02"697          | 12      | 2     |
| 10  | 11 | Sergio Pérez       | Racing Point-BWT Mercedes | 57   | +1'03"696          | 14      | 1     |
| 11  | 99 | Antonio Giovinazzi | Alfa Romeo Racing-Ferrari | 57   | +1'04"599          | 16      |       |
| 12  | 26 | Daniil Kvjat       | Scuderia Toro Rosso-Honda | 56   | +1 giro            | 15      |       |
| 13  | 20 | Kevin Magnussen    | Haas-Ferrari              | 56   | +1 giro            | 6       |       |
| 14  | 18 | Lance Stroll       | Racing Point-BWT Mercedes | 56   | +1 giro            | 18      |       |
| 15  | 63 | George Russell     | Williams-Mercedes         | 56   | +1 giro            | 19      |       |
| 16  | 88 | Robert Kubica      | Williams-Mercedes         | 55   | +2 giri            | 20      |       |
| 17  | 27 | Nico Hülkenberg    | Renault                   | 53   | Motore             | 17      |       |
| 18  | 3  | Daniel Ricciardo   | Renault                   | 53   | Perdita di potenza | 10      |       |
| 19  | 55 | Carlos Sainz Jr.   | McLaren-Renault           | 53   | Cambio             | 7       |       |
| Rit | 8  | Romain Grosjean    | Haas-Ferrari              | 16   | Danni da incidente | 11      |       |

Charles Leclerc riceve un punto addizionale per avere segnato il giro più veloce della gara.

## Classifiche mondiali

### Piloti
| Pos | Pilota           | Punti |
| --- | ---------------- | ----- |
| 1   | Valtteri Bottas  | 44    |
| 2   | Lewis Hamilton   | 43    |
| 3   | Max Verstappen   | 27    |
| 4   | Charles Leclerc  | 26    |
| 5   | Sebastian Vettel | 22    |
| 6   | Kimi Räikkönen   | 10    |
| 7   | Lando Norris     | 8     |
| 8   | Kevin Magnussen  | 8     |
| 9   | Nico Hülkenberg  | 6     |
| 10  | Pierre Gasly     | 4     |
| 11  | Lance Stroll     | 2     |
| =   | Alexander Albon  | 2     |
| 13  | Daniil Kvjat     | 1     |
| 14  | Sergio Pérez     | 1     |

### Costruttori
| Pos | Costruttore               | Punti |
| --- | ------------------------- | ----- |
| 1   | Mercedes                  | 87    |
| 2   | Ferrari                   | 48    |
| 3   | Red Bull Racing-Honda     | 31    |
| 4   | Alfa Romeo Racing-Ferrari | 10    |
| 5   | McLaren-Renault           | 8     |
| 6   | Haas-Ferrari              | 8     |
| 7   | Renault                   | 6     |
| 8   | Scuderia Toro Rosso-Honda | 3     |
| 9   | Racing Point-BWT Mercedes | 3     |